# Kristallstruktur

FCC-struktur

Kristallstrukturer är de olika tredimensionella geometriska strukturer som bildas om man låter ett nätverk korsa atomernas masscentrum i en kristall (se figuren bredvid). Varje kristallstruktur består av ett translationsgitter och en bas (ibland även motiv), en grupp atomer som är identiskt ordnade till varje punkt i gittret. 
Gittret kan beskrivas av en uppsättning punkter som entydigt definieras av tre heltal m, n och p och en uppsättning translationsvektorer a, b och c så att varje gitterpunkt kan skrivas som ma+nb+pc. Det går även att räkna med två- eller endimensionella gitter. Då utelämnas ett respektive två heltal-vektor-par.

## Olika kristallsystem
Utifrån translationsvektorernas inbördes förhållanden går det att bestämma 14 olika Bravaisgitter som tillsammans med olika typer av baser kan användas för att klassificera alla kristaller. Två av Bravaisgittren har fått vanliga förkortningar: BCC (Body Centered Cubic) och FCC (Face Centered Cubic).
| Kristallsystem | Bravaisgitter       | Bravaisgitter             | Bravaisgitter              | Bravaisgitter            |
| Triklina       | Triklina            |                           |                            |                          |
| Monoklina      | Enkelt monoklint    | Bascentrerat monoklint    |                            |                          |
| Monoklina      | Enkelt              | Bascentrerat              |                            |                          |
| Ortorombiska   | Enkelt ortorombiskt | Bascentrerat ortorombisk  | Rymdcentrerat ortorombiskt | Ytcentrerat ortorombiskt |
| Ortorombiska   | Enkelt              | Bascentrerat              | Rymdcentrerat              | Ytcentrerat              |
| Tetragonala    | Enkelt tetragonal   | Rymdcentrerat tetragonalt |                            |                          |
| Tetragonala    | Enkelt              | Rymdcentrerat             |                            |                          |
| Trigonala      | Trigonal            |                           |                            |                          |
| Hexagonala     | Hexagonalt          |                           |                            |                          |
| Kubiskt        | Enkelt kubisk       | Rymdcentrerat kubisk      | Ytcentrerat kubiskt        |                          |
| Kubiskt        | Enkelt              | Rymdcentrerat (bcc)       | Ytcentrerat (fcc)          |                          |

## Några strukturtyper
Bland grundämnen är de vanligaste kristallstrukturerna:
- Kubisk tätpackning (ccp - cubic close(st) packing/packed), är den tätpackade kristallstrukturen som består av ett fcc-gitter (kubiskt ytcentrerat) med som bas en atom. Bland andra har koppar, silver, guld, nickel, aluminium, frusen argon och C60 denna struktur. Ofta skiljer man inte ccp från fcc, men i noggrant språkbruk är fcc en gittertyp (ett Bravaisgitter) medan ccp är en strukturtyp.
- Hexagonal tätpackning (hcp - hexagonal close(st) packing/packed), är den andra tätpackade kristallstrukturen, som består av ett primitivt hexagonalt gitter med som bas två atomer med inbördes translationsvektor (-1/3,1/3,1/2) i cellkoordinater. Denna struktur antas av bl.a. kobolt, zink, magnesium, titan, kadmium och fruset helium.
- BCC-packning (Body Centered Cubic Packing), som består av ett BCC-gitter (kubiskt rymdcentrerat) med som bas en atom. Denna struktur är inte lika tätpackad som kubisk och hexagonal tätpackning, men det skiljer inte många procent. Natrium, kalium, α-järn och krom m.fl. har denna struktur. Observera att BCC egentligen är ett gitter, och att det finns många fler strukturer som är BCC (till exempel α-mangan, med 58 Mn-atomer i enhetscellen!) - man måste alltså vara oerhört försiktig när termen BCC används och tala om tydligt/ta reda på vad som avses. Det finns de som pläderar för beteckningar som rymdcentrerad packning (BCP) eller rymdcentrerad kubisk packning (BCCP) men kortformen BCC-struktur anses allmänt accepterad.
- Diamantstruktur, som består av ett FCC-gitter och en bas med en atom i (0,0,0) och en i (1/4,1/4,1/4). Förutom diamant har även kisel och germanium denna struktur.

Även molekyler kan kristallisera och bildar då antingen molekylkristaller där molekylerna staplas (till exempel syre (O2), insulin) eller kristaller med oändliga byggstenar i en eller flera dimensioner (selen-kedjor, grafit-skikt).

## Strukturbestämning
Studier av kristallstruktur har fått stor betydelse för kemins utveckling. Den viktigaste metoden bygger på röntgenkristallografi, vilket går ut på att man studerar intensitet och styrka för olika spridningsvinklar av en smal koncentrerad röntgenstråle i en kristall. 
Med röntgen- och neutrondiffraktion kan man bestämma noggranna lägen för varje atom även i kristaller av komplicerade molekyler, till exempel insulin. Bestämning av kristallstrukturen är därför ett sätt att kartlägga molekylers struktur.

## Enkla matematiska modeller

### Pärlband av massor
Matematiska modeller kan vara till hjälp vid studier av vågutbredning i kristallstrukturer. Studera exempelvis ett pärlband av massor {\textstyle m} i kontakt med varandra. Låt centrumavståndet vara {\textstyle \ell }. Modellera kraften mellan massorna så att både kompression och töjning är tillåtet och proportionellt mot den relativa förskjutningen från jämviktsavståndet {\textstyle \Delta \ell } mellan två intilliggande massor. Massan mellan två intilliggande massor får då accelerationen
{\displaystyle {\frac {\xi _{n}^{p}-2\xi _{n}^{p-1}+\xi _{n}^{p-2}}{(\Delta t)^{2}}}={\frac {k}{m}}{\Bigl (}\xi _{n+1}^{p-q}-2\xi _{n}^{p}+\xi _{n-1}^{p-q}{\Bigr )}}
där förskjutningen {\displaystyle \xi _{n}^{p}=\xi (x_{n},t_{p})=\xi (n\Delta \ell ,p\Delta t)}. Det har antagits att det tar tiden {\textstyle q\Delta t} för information att färdas {\textstyle \Delta \ell }. Vidare bortses från att massorna har utsträckning och att det tar olika tid för informationen att nå fram beroende på vad den relativa förskjutningen är vid tillfället. Tiden gäller alltså strikt sett endast för två massor på jämviktsavstånd. Tidsintervallet {\textstyle \Delta t}anpassas så att {\textstyle q} blir ett heltal. I och med modellen för kraften förutsätts att förskjutningarna är små, dvs att {\textstyle |\xi _{n}^{p}|\ll \Delta \ell /2}, samt att endast närmaste grannar ger upphov till kontaktkrafter.
I den kontinuerliga gränsen hade man använt en icke-kausal version av accelerationen, antagit att informationsöverföringen skedde omedelbart ({\textstyle q=0}) och identifierat samma form i högerledet fast avseende rummet istället för tiden, vilket hade gett upphov till att variationer i rum (för fix tidpunkt) fått samma form som variationer i tid (för fix position), bortsett från en proportionalitetskonstant:
{\displaystyle {\frac {\partial ^{2}\xi (x,t)}{\partial t^{2}}}={\frac {k(\Delta \ell )^{2}}{m}}{\frac {\partial ^{2}\xi (x,t)}{\partial x^{2}}}}
Om nu kvoten {\textstyle k(\Delta \ell )^{2}/m} har ett ändligt gränsvärde då avståndet mellan massorna (och deras diametrar) går mot noll fås en vågekvation med lösningar bestående av vågmönster som rör sig i båda riktningarna med konstant vågutbredningshastighet enligt
{\displaystyle {\begin{matrix}\xi (x,t)=f(x+vt)+g(x-vt)&{\text{med}}&v=\Delta \ell {\sqrt {|k|/m}}\end{matrix}}}
Om man avstår från att ta gränsvärdet fås genom att möblera om i uttrycket för accelerationen istället differensekvationen
{\displaystyle {\begin{matrix}\xi _{n}^{p}={\frac {2}{1+\beta }}{\Bigr \{}\xi _{n}^{p-1}-{\frac {1}{2}}\xi _{n}^{p-2}+{\frac {\beta }{4}}{\Bigl (}\xi _{n+1}^{p-q}+\xi _{n-1}^{p-q}{\Bigr )}{\Bigl \}}&{\text{med}}&\beta =2k(\Delta t)^{2}/m\end{matrix}}}
Ekvationen beskriver hur aktuell förskjutning blir en funktion av både den egna och grannarnas förskjutningar vid tidigare tidpunkter. Eftersom det tar tiden {\textstyle q\Delta t} för information att färdas {\textstyle \Delta \ell } blir informationsöverföringshastigheten mellan grannarna
{\displaystyle c={\frac {\Delta \ell }{q\Delta t}}}
Därmed blir
{\displaystyle \beta ={\frac {2}{q^{2}}}{\frac {k}{|k|}}{\frac {v^{2}}{c^{2}}}}
För att kunna beräkna förskjutningarna för {\textstyle p>q} med differensekvationen genom att stega framåt i tiden behövs information om samtliga massors positioner vid alla tidpunkter {\textstyle p=0,1,2,\ldots ,q-1,q}. Notera att resultatet beror på många föregående tidssteg till skillnad från den kontinuerliga versionen där begynnelsevärden (i form av funktionsvärden och derivator) endast krävs för starttidpunkten. 
Om man har {\textstyle N} stycken massor kan den ursprungliga ekvationen skrivas på matrisform enligt
{\displaystyle {\begin{matrix}{\boldsymbol {\xi }}^{p}={\frac {2}{1+\beta }}{\Bigl (}{\boldsymbol {\xi }}^{p-1}-{\frac {1}{2}}{\boldsymbol {\xi }}^{p-2}+{\frac {\beta }{4}}[A]{\boldsymbol {\xi }}^{p-q}{\Bigr )}&{\text{med}}&{\boldsymbol {\xi }}^{p}=[\xi _{1}^{p}\ \xi _{2}^{p}\ldots \xi _{N}^{p}]^{T}\end{matrix}}}
där {\textstyle T}står för transponering så att vektorn blir vertikal. För periodiska randvillkor är matrisen {\textstyle [A]} symmetrisk med den enkla formen (som visar att endast krafter mellan närmaste grannar förekommer i modellen)
{\displaystyle [A]={\begin{bmatrix}0&1&0&0&\vdots &0&0&0&1\\1&0&1&0&\vdots &0&0&0&0\\0&1&0&1&\vdots &0&0&0&0\\0&0&1&0&\vdots &0&0&0&0\\\cdots &\cdots &\cdots &\cdots &\cdots &\cdots &\cdots &\cdots &\cdots \\0&0&0&0&\vdots &0&1&0&0\\0&0&0&0&\vdots &1&0&1&0\\0&0&0&0&\vdots &0&1&0&1\\1&0&0&0&\vdots &0&0&1&0\\\end{bmatrix}}}
Genom att rekursivt ersätta termerna i högerledet, dvs
{\displaystyle {\boldsymbol {\xi }}^{p-1}={\frac {2}{1+\beta }}{\Bigl (}{\boldsymbol {\xi }}^{p-2}-{\frac {1}{2}}{\boldsymbol {\xi }}^{p-3}+{\frac {\beta }{4}}[A]{\boldsymbol {\xi }}^{p-q-1}{\Bigr )}}
osv. och upprepa detta tills största tidsindexet (den för första termen) är nere på noll på inses att bland annat faktorer av slaget
{\displaystyle {\Biggl (}{\frac {2}{1+\beta }}{\Biggr )}^{p}}
kommer att förekomma. Om dessa inte skall växa för ökande värden på tidsindex {\textstyle p} så måste
{\displaystyle {\begin{matrix}\beta \leq -3&\mathrm {eller} &\beta \geq 1\end{matrix}}}
Det är dock inte säkert (eller ens troligt) att ovanstående villkor utgör tillräckliga krav eftersom det ju även har förutsatts att {\textstyle |\xi _{n}^{p}|\ll \Delta \ell /2}för alla positioner och tidpunkter. För stabila numeriska algoritmer behöver dylika frågor noggrant utredas.
Om man istället har två olika sorters massor skulle det exempelvis kunna gå att modellera en atomkedja där de tunga massorna hade symboliserat atomkärnorna och de lätta massorna de mellanliggande elektronskalen.
Det finns naturligtvis mycket mer att skriva om vågutbredning i fasta material, exempelvis om hastigheterna {\textstyle v} och {\textstyle c} och deras förhållande till massornas hastigheter, samt inte minst beträffande kvoten mellan ett slags potentiell och kinetisk energi i uttrycket för {\displaystyle \beta }.